# Денди-динмонт-терьер
Денди-динмонт-терьер (англ. Dandie Dinmont Terrier) — порода собак, мелкий терьер.

## Происхождение
Денди-динмонт-терьер — довольно древняя порода собак, она была выведена искусственным путём на основе такой породы как старинные шотландские терьеры. Изначально эти собаки создавались как охотничьи, поэтому им прививались все необходимые для этого характеристики: быстрота движения и реакции, компактные размеры и так далее. В скрещивании для этого принимали участие бедлингтон-терьеры, а также скайтерьеры. Несмотря на то, что некогда представители этой породы использовались только как охотничьи, сегодня они превратились в довольно распространенных комнатных животных.

## Внешний вид

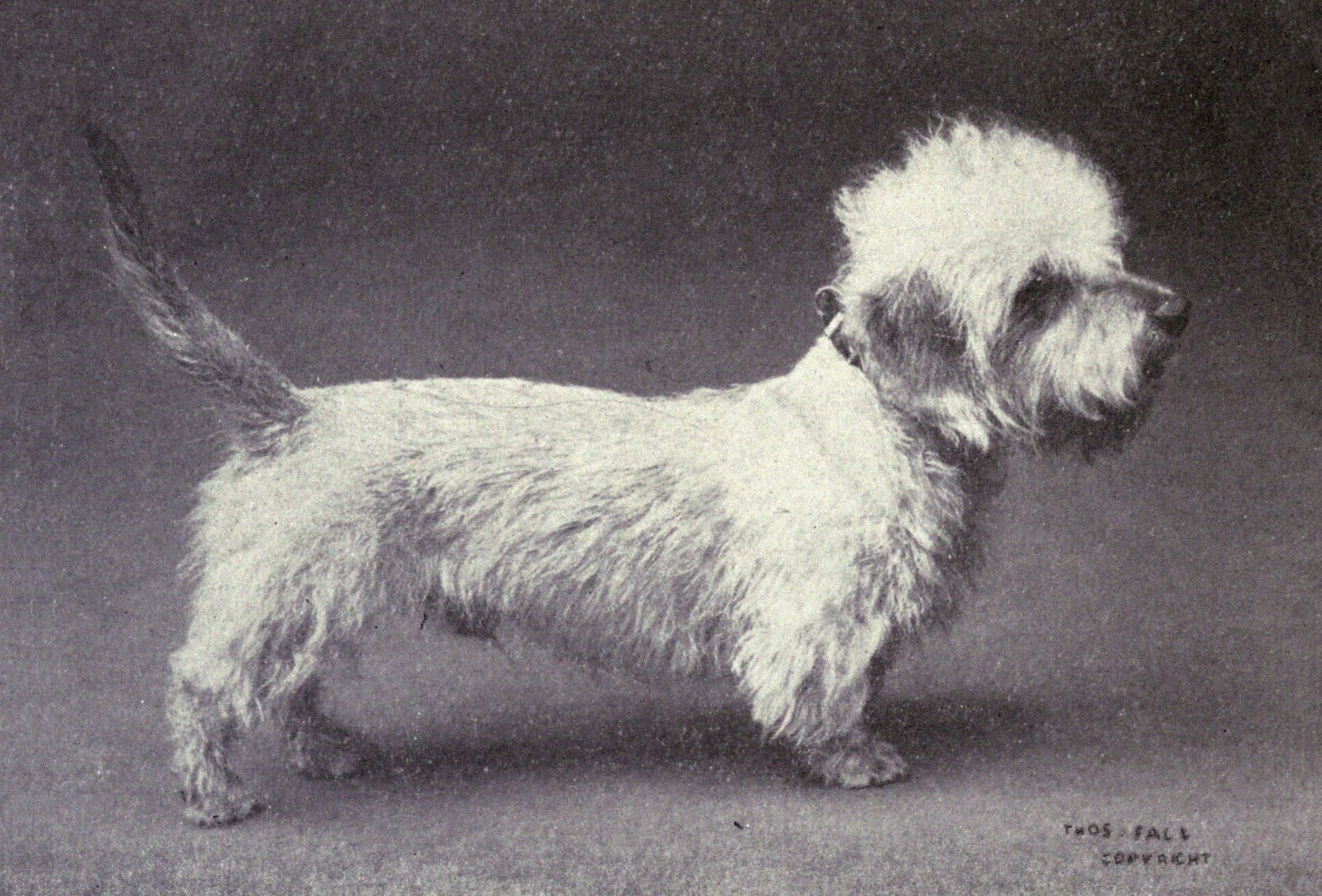

Денди-динмонт-терьер — миниатюрная лохматая собака.
- Рост её едва достигает двадцати восьми сантиметров, вес — десяти килограмм.
- Тело удлиненное, что, в принципе, не характерно для терьеров.
- Голова большая круглая, уши высоко посажены, большие, висячие.
- Лапы короткие, но очень хорошо развитые.
- Хвост короткий, покрыт густым слоем шерсти средней длины.
- Шерсть на всем теле довольно длинная, на ощупь довольно жесткая, и поэтому малоприятная.
- Существует два основных окраса таких собак — горчичный и перечный.

## Характер
Денди-динмонт-терьер пользуется популярностью у многих заводчиков, прежде всего, благодаря своему характеру: это очень добрые и жизнерадостные собаки. Они зачастую становятся любимцами всей семьи, так как обладают неиссякаемой энергией и подвижностью. Безгранично преданы своему хозяину, очень нежные и ласковые, хотя к посторонним людям относятся с подозрением, но недолго.